# Aéroport de Tcheliabinsk
Pour les articles homonymes, voir CEK.
L’aéroport de Tcheliabinsk (code IATA : CEK • code OACI : USCC) est un aéroport international situé au nord-est de Tcheliabinsk, en Russie. Jusqu’en 2008, il portait le nom de Balandino (russe : Баландино). En 2012, il a transporté 1 000 753 passagers.

## Situation

### Carte des aéroports russes
| \| 50 km1:1 791 000 \| Koursk Abakan Anapa Pskov Arkhangelsk Astrakhan Barnaoul Belgorod Blagoveshchensk Bratsk Grozny Guelendjik Iakoutsk Iékaterinbourg Ijevsk Ioujno-Sakhalinsk Irkoutsk Kaliningrad Kazan Kemerovo Khabarovsk Khanty-Mansiïsk Krasnodar Krasnoïarsk Magadan Magnitogorsk Makhachkala Mineralnye Vody Mirny Moscou · SVO Moscou · DME Moscou-VKO Mourmansk Narian-Mar Nijnekamsk Nijnevartovsk Nijni Novgorod Noïabrsk Alykel Novokouznetsk Novossibirsk Novy Ourengoï Omsk Orenbourg Oufa Oulan-Oude Oulianovsk Perm Petropavlovsk-Kamtchatski Rostov · sur-le-Don Sabetta Saint-Pétersbourg Salekhard Samara Saratov Simferopol Sotchi Sourgout Stavropol Kyzyl Syktyvkar Tcheliabinsk Tchita Tioumen Tomsk Vladivostok Volgograd Voronej |
| 50 km1:1 791 000 |

## Statistiques
Pour des raisons techniques, il est temporairement impossible d'afficher le graphique qui aurait dû être présenté ici.

Voir la requête brute et les sources sur Wikidata.

## Compagnies aériennes et destinations

### Passagers
| Compagnies                          | Destinations |
| ----------------------------------- | --- |
| Aeroflot                            | Moscou Chérémétiévo |
| Aeroflot opéré par Rossiya Airlines | Saint-Pétersbourg-Poulkovo |
| Azur Air                            | En saison charter : Bangkok-Suvarnabhumi, Goa-Dabolim, Pattaya U-tapao, Phuket |
| Komiaviatrans                       | Perm |
| Nordavia                            | Saint-Pétersbourg-Poulkovo |
| Nordwind Airlines                   | Moscou Chérémétiévo |
| Pegas Fly                           | En saison charter : Dubaï Al Maktoum, Goa-Dabolim |
| Pobeda (compagnie aérienne)         | Moscou-Vnoukovo , Sotchi |
| Red Wings Airlines                  | Moscou-Domodédovo |
| Royal Flight                        | En saison charter : Bangkok-Suvarnabhumi, Cam Ranh, Phuket |
| S7 Airlines                         | Moscou-Domodédovo, Novossibirsk-Tolmatchevo |
| Ural Airlines                       | Dubaï, Douchanbé, Moscou-Domodédovo, Sotchi-Adler |
| Yamal Airlines                      | Noursoultan , Gorno-Altaïsk (en) , Krasnodar-Pashkovsky , Krasnoïarsk-Iémélianovo , Mineralniye Vody , Rostov-sur-le-Don/Platov, Samara-Kouroumotch, Tioumen-Roshchino, Volgograd (ex-Stalingrad) |

Édité le 07/02/2018

### Cargo
| Compagnies              | Destinations    |
| ----------------------- | --------------- |
| Grizodubova Air Company | Moscou-Vnoukovo |